# Esqui alpino nos Jogos Paralímpicos de Inverno de 2018 - Slalom feminino
As provas de slalom feminino do esqui alpino nos Jogos Paralímpicos de Inverno de 2018 foram disputadas no Centro Alpino Jeongseon, localizado em Bukpyeong-myeon, Jeongseon, em 18 de março.

## Medalhistas
| Medalha | Atletas sentadas      | Atletas em pé      | Deficientes visuais                              |
| ------- | --------------------- | ------------------ | ------------------------------------------------ |
| Ouro    | GER Anna-Lena Forster | FRA Marie Bochet   | GBR Menna Fitzpatrick / Jennifer Kehoe (guia)    |
| Prata   | JPN Momoka Muraoka    | CAN Mollie Jepsen  | SVK Henrieta Farkašová / Natália Šubrtová (guia) |
| Bronze  | AUT Heike Eder        | GER Andrea Rothfuß | GBR Millie Knight / Brett Wild (guia)            |

## Resultados

### Atletas sentadas
| Pos. | Bib | Atleta                 | 1ª descida | Pos. | 2º descida | Pos. | Total   | Diferença |
| ---- | --- | ---------------------- | ---------- | ---- | ---------- | ---- | ------- | --------- |
| 01 ! | 33  | GER Anna-Lena Forster  | 55.36      | 1    | 1:00.46    | 1    | 1:55.82 | —         |
| 02 ! | 30  | JPN Momoka Muraoka     | 57.22      | 2    | 1:03.97    | 3    | 2:01.19 | +5.37     |
| 03 ! | 35  | AUT Heike Eder         | 1:01.35    | 5    | 1:03.50    | 2    | 2:04.85 | +9.03     |
| 4    | 36  | GER Anna Schaffelhuber | 59.26      | 4    | 1:05.92    | 4    | 2:05.18 | +9.36     |
| 5    | 31  | USA Laurie Stephens    | 1:08.89    | 8    | 1:06.33    | 5    | 2:15.22 | +19.40    |
| 6    | 38  | CHN Liu Sitong         | 1:14.10    | 9    | 1:31.04    | 6    | 2:45.14 | +49.32    |
| —    | 37  | SUI Stephani Victor    | 1:02.53    | 6    | DNF        | —    | —       | —         |
| —    | 32  | AUT Claudia Lösch      | 57.41      | 3    | DNF        | —    | —       | —         |
| —    | 33  | NED Linda van Impelen  | 1:03.92    | 7    | DSQ        | —    | —       | —         |

### Atletas em pé
| Pos. | Bib | Atleta                    | 1ª descida | Pos. | 2º descida | Pos. | Total   | Diferença |
| ---- | --- | ------------------------- | ---------- | ---- | ---------- | ---- | ------- | --------- |
| 01 ! | 17  | FRA Marie Bochet          | 55.18      | 1    | 1:00.28    | 1    | 1:55.46 | —         |
| 02 ! | 24  | CAN Mollie Jepsen         | 58.36      | 2    | 1:01.23    | 2    | 1:59.59 | +4.13     |
| 03 ! | 16  | GER Andrea Rothfuß        | 58.53      | 3    | 1:01.55    | 3    | 2:00.08 | +4.62     |
| 4    | 22  | NPA Maria Papulova        | 58.79      | 4    | 1:02.57    | 4    | 2:01.36 | +5.90     |
| 5    | 18  | SVK Petra Smaržová        | 59.22      | 5    | 1:03.96    | 7    | 2:03.18 | +7.72     |
| 6    | 26  | CAN Alana Ramsay          | 59.62      | 6    | 1:03.94    | 6    | 2:03.56 | +8.10     |
| 7    | 14  | NED Anna Jochemsen        | 1:01.05    | 7    | 1:02.79    | 5    | 2:03.84 | +8.38     |
| 8    | 28  | JPN Ammi Hondo            | 1:05.76    | 8    | 1:08.13    | 8    | 2:13.89 | +18.43    |
| 9    | 27  | NPA Anastasiia Khorosheva | 1:05.80    | 9    | 1:09.52    | 10   | 2:15.32 | +19.86    |
| 10   | 25  | CAN Erin Latimer          | 1:06.55    | 10   | 1:09.06    | 9    | 2:15.61 | +20.15    |
| 11   | 20  | USA Melanie Schwartz      | 1:11.72    | 12   | 1:13.66    | 11   | 2:25.38 | +29.92    |
| 12   | 19  | BIH Ilma Kazazić          | 1:27.05    | 13   | 1:23.91    | 12   | 2:50.96 | +55.50    |
| —    | 13  | CAN Frederique Turgeon    | 1:06.74    | 11   | DNF        | —    | —       | —         |
| —    | 15  | USA Stephanie Jallen      | DNF        | —    | —          | —    | —       | —         |
| —    | 19  | GER Anna-Maria Rieder     | DNF        | —    | —          | —    | —       | —         |
| —    | 21  | CAN Mel Pemble            | DNF        | —    | —          | —    | —       | —         |
| —    | 23  | USA Ally Kunkel           | DSQ        | —    | —          | —    | —       | —         |

### Deficientes visuais
| Pos. | Bib | Atleta                                    | País                             | 1ª descida | Pos. | 2ª descida | Pos. | Total   | Diferença |
| ---- | --- | ----------------------------------------- | -------------------------------- | ---------- | ---- | ---------- | ---- | ------- | --------- |
| 01 ! | 7   | Menna Fitzpatrick Guia: Jennifer Kehoe    | GBR Grã-Bretanha                 | 54.24      | 2    | 57.56      | 1    | 1:51.80 | —         |
| 02 ! | 6   | Henrieta Farkašová Guia: Natália Šubrtová | SVK Eslováquia                   | 53.58      | 1    | 58.88      | 3    | 1:52.46 | +0.66     |
| 03 ! | 5   | Millie Knight Guia: Brett Wild            | GBR Grã-Bretanha                 | 54.28      | 3    | 59.11      | 4    | 1:53.39 | +1.59     |
| 4    | 8   | Melissa Perrine Guia: Christian Geiger    | AUS Austrália                    | 56.74      | 5    | 58.33      | 2    | 1:55.07 | +3.27     |
| 5    | 3   | Noemi Ewa Ristau Guia: Lucien Gerkau      | GER Alemanha                     | 56.12      | 4    | 1:00.09    | 5    | 1:56.21 | +4.41     |
| 6    | 9   | Kelly Gallagher Guia: Gary Smith          | GBR Grã-Bretanha                 | 57.35      | 6    | 1:01.22    | 6    | 1:58.57 | +6.77     |
| 7    | 11  | Yang Jae-rim Guia: Ko Un-so-ri            | KOR Coreia do Sul                | 1:00.22    | 7    | 1:02.41    | 7    | 2:02.63 | +10.83    |
| 8    | 4   | Eléonor Sana Guia: Chloe Sana             | BEL Bélgica                      | 1:01.95    | 8    | 1:03.68    | 9    | 2:05.63 | +13.83    |
| 9    | 10  | Staci Mannella Guia: Sadie de Baun        | USA Estados Unidos               | 1:04.33    | 10   | 1:02.80    | 8    | 2:07.13 | +15.33    |
| 10   | 12  | Aleksandra Frantseva Guia: Semen Pliaskin | NPA Atletas Paralímpicos Neutros | 1:02.35    | 9    | 1:06.38    | 10   | 2:08.73 | +16.93    |
| 11   | 1   | Eva Goluža Guia: Ana Žigman               | CRO Croácia                      | 1:10.27    | 12   | DSQ        | —    | —       | —         |
| 12   | 2   | Danelle Umstead Guia: Rob Umstead         | USA Estados Unidos               | 1:04.50    | 11   | DSQ        | —    | —       | —         |

Legenda
| Recorde mundial      | Recorde mundial (World record)               |                       | Recorde africano                      | Recorde africano (African) |                                           | Q | Classificado por posição (Qualified) |
| Recorde paralímpico  | Recorde paralímpico (Paralympic record)      | Recorde da América    | Recorde da América (Americas)         | q                          | Classificado por melhor tempo (Qualified) |   |                                      |
| Melhor marca do ano  | Melhor marca do ano (World leading)          | Recorde asiático      | Recorde asiático (Asian)              | DNS                        | Não largou (Did not start)                |   |                                      |
| Recorde nacional     | Recorde nacional (National record)           | Recorde europeu       | Recorde europeu (European)            | DNF                        | Não terminou (Did not finish)             |   |                                      |
| Recorde pessoal      | Recorde pessoal do atleta (Personal best)    | Recorde da Oceania    | Recorde da Oceania (Oceania)          | DSQ / DQ                   | Desclassificado (Disqualified)            |   |                                      |
| Recorde da temporada | Recorde da temporada do atleta (Season best) | Recorde sul-americano | Recorde sul-americano (South America) | NM                         | Sem marca (No mark)                       |   |                                      |